# Götz Baur
Götz Baur (1 de Agosto de 1917 - ) foi um comandante de U-Boot que serviu na Kriegsmarine durante a Segunda Guerra Mundial.